# Université d'Afrique orientale
L'université d'Afrique orientale était une université fédérative d'Afrique de l'Est. Elle est créée en 1963 sur les territoires du Kenya, de la Tanzanie et de l'Ouganda. L'université a été instaurée à l'origine comme un collège externe indépendant de l'université de Londres. En 1970, elle est divisée en trois universités indépendantes qui sont désormais :
- l'université de Nairobi (Kenya) ;
- l'université Makerere (Ouganda) ;
- l'université de Dar es Salaam (Tanzanie).

## Sources
- (en) Cet article est partiellement ou en totalité issu de l’article de Wikipédia en anglais intitulé « University of East Africa » (voir la liste des auteurs).